# Urxvt
urxvt (auch rxvt-unicode) ist eine Abspaltung von rxvt, der im Gegensatz zum Original intern alle Daten in Unicode verarbeitet. Mit der Verbreitung von Compiz und Beryl gewann urxvt neue Bedeutung, da er kompatibel zur neu eingeführten Transparenz von X ist.